# Кисловодские карачаевцы

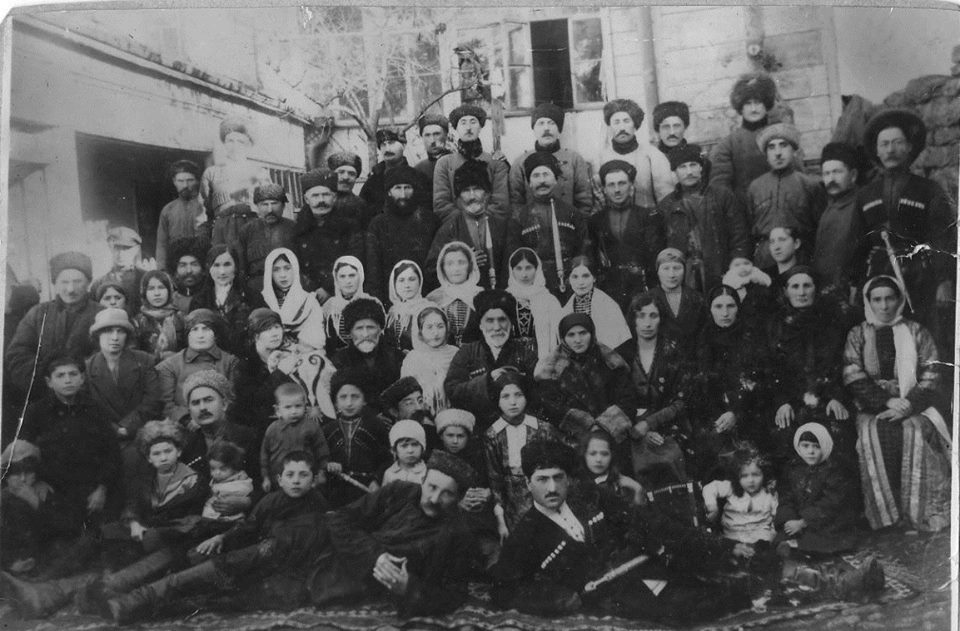
Карачаевцы. Кисловодск, 1926 г.

Карачаевцы Кисловодска (карач.-балк. Нарсаначыла) — статья об истории и современном проживании карачаевцев в городе Кисловодске.

## История

### XIX век
В русских и европейских документах времен Кавказской войны фиксируются карачаево-балкарские селения по рекам Эшкакон, Хасаут, Мушта, Кичмалка, Лахрань.
Разместив свои коши на горных пастбищах в окрестностях Кисловодска, карачаевцы были основными поставщиками мясной и молочной продукции.

### XX век
К началу XX века, кисловодские карачаевцы получали большие доходы от продаж лошадей и поставок мясо-молочной продукции. Член кубанского областного статистического комитета в 1912 г. в своем докладе отмечал, что цены на скот на Кисловодском и Пятигорском базарах зависели от того, какое количество скота было пригнано карачаевцами для продажи. В Пятигорске район, в котором в начале XX века проходили крупнейшие ярмарки даже носил неофициальное название «Карачаевка».
Незадолго до революции богатая карачаевская семья Байчоровых построили близ Кисловодска собственный сырзавод
По данным переписи Кисловодской городской думы в августе 1917 года в Кисловодске насчитывалось 1800 карачаевцев, достигших 20 лет
В 1920 году в составе Горской АССР был создан Карачаевский национальный округ, с центром округа — городом Кисловодск.
В 1928 году украинский исследователь А. Ковалевский в своей статье о первом мусульманском кладбище Кисловодска  писал:

Карачаевцы, жившие в городе, хоронили своих покойников в аулах. Лишь по мере того как они начали оседать в городе, покупать дома и т.д., возникла потребность в местном некрополе. Каменщик, не мусульманин, который высекает надгробия, сказал мне будто бы это кладбище основано после революции. Однако на основании надписей, я предполагаю, что оно появилось до 1915 года. 
В 1929 году абхазский историк-публицист Симон Басария писал:

В Кисловодске до 3000 карачаевцев. Помимо этого Малокарачаевский округ имеет здесь 114 национализированных домов (это — дома горцев-богачей). Все они эксплуатируются исполкомом Малокарачаевского округа
В 1920-е годы была открыта Карачаевская образцовая школа под руководством Г. Самсонова, русского педагога, выучившего язык карачаевцев.
В 1930-е гг. в городе работала типография Карачаевского облиздата. В эти годы в Кисловодске были выпущены книги на карачаево-балкарском языке на основе латиницы.
2 ноября 1943 г. все карачаевское население Кисловодска было депортировано в Среднюю Азию, а Мало-Карачаевский район был переименован в Кисловодский сельский район.
После реабилитации 1957 года карачаевцы вновь селились в Кисловодске, либо основывали новые селения. Так, в частности, карачаевцами, вернувшимися из депортации был основан поселок Мирный в 2-х км от Кисловодска.

### Численность
По итогам переписи населения 2010 в Кисловодске проживало 7655 карачаевцев. Преимущественно карачаевскими по своему этническому составу являются поселки, входящие в муниципальное образование Город-курорт Кисловодск — Белореченский (карач.-балк. Акъсуу), Индустрия (карач.-балк. Мырзы кам), Нарзанный (карач.-балк. Гаралы).

### Известные представители
- Шахарби Эбзеев — карачаево-балкарский поэт, музыкант и драматург.
- Шахарби Алиев — карачаево-балкарский актёр, режиссёр, драматург.
- Зухра Байрамкулова — Герой Социалистического Труда.
- Магомет Боташев — председатель Карачаево-Черкесского облисполкома (1964—1979)
- Салтан Магометов — советский военачальник, генерал-полковник.

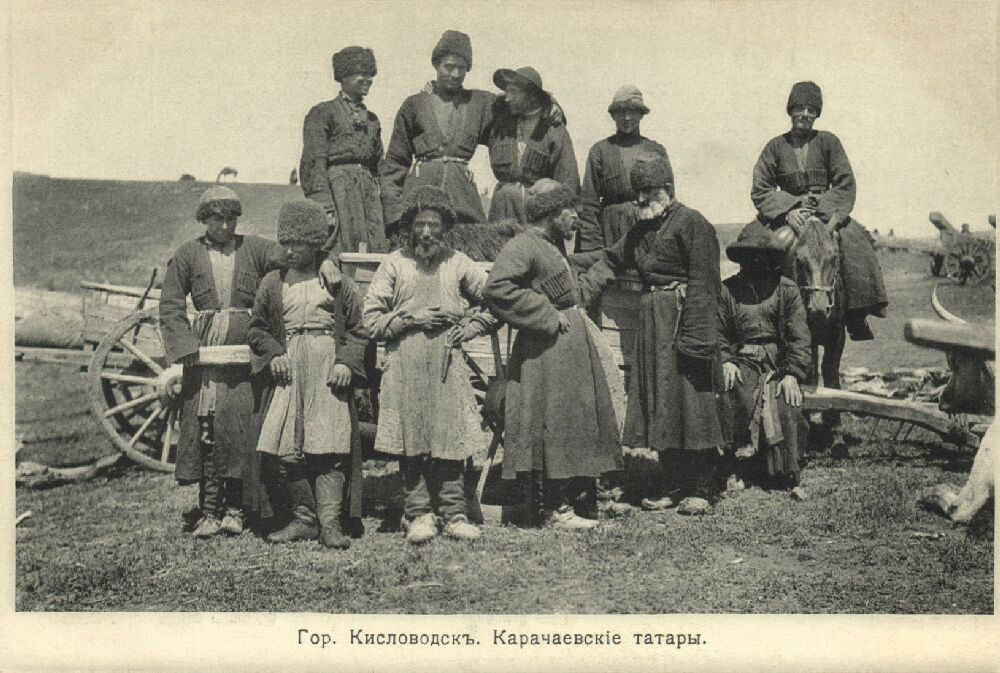
Почтовая открытке 1910 г.
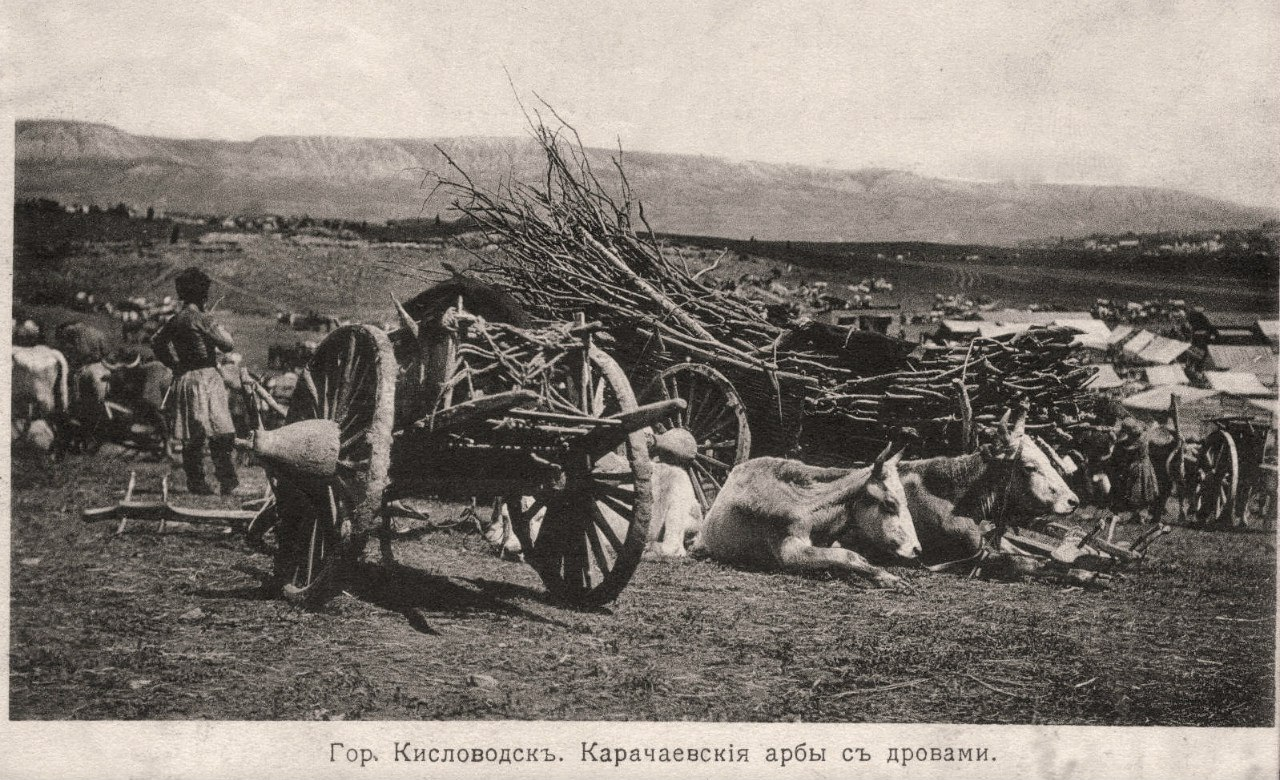
Карачаевская арба
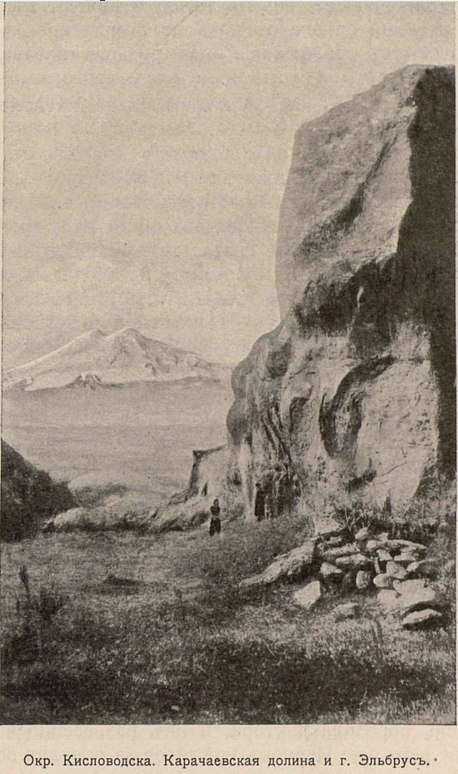
Вид на Эльбрус
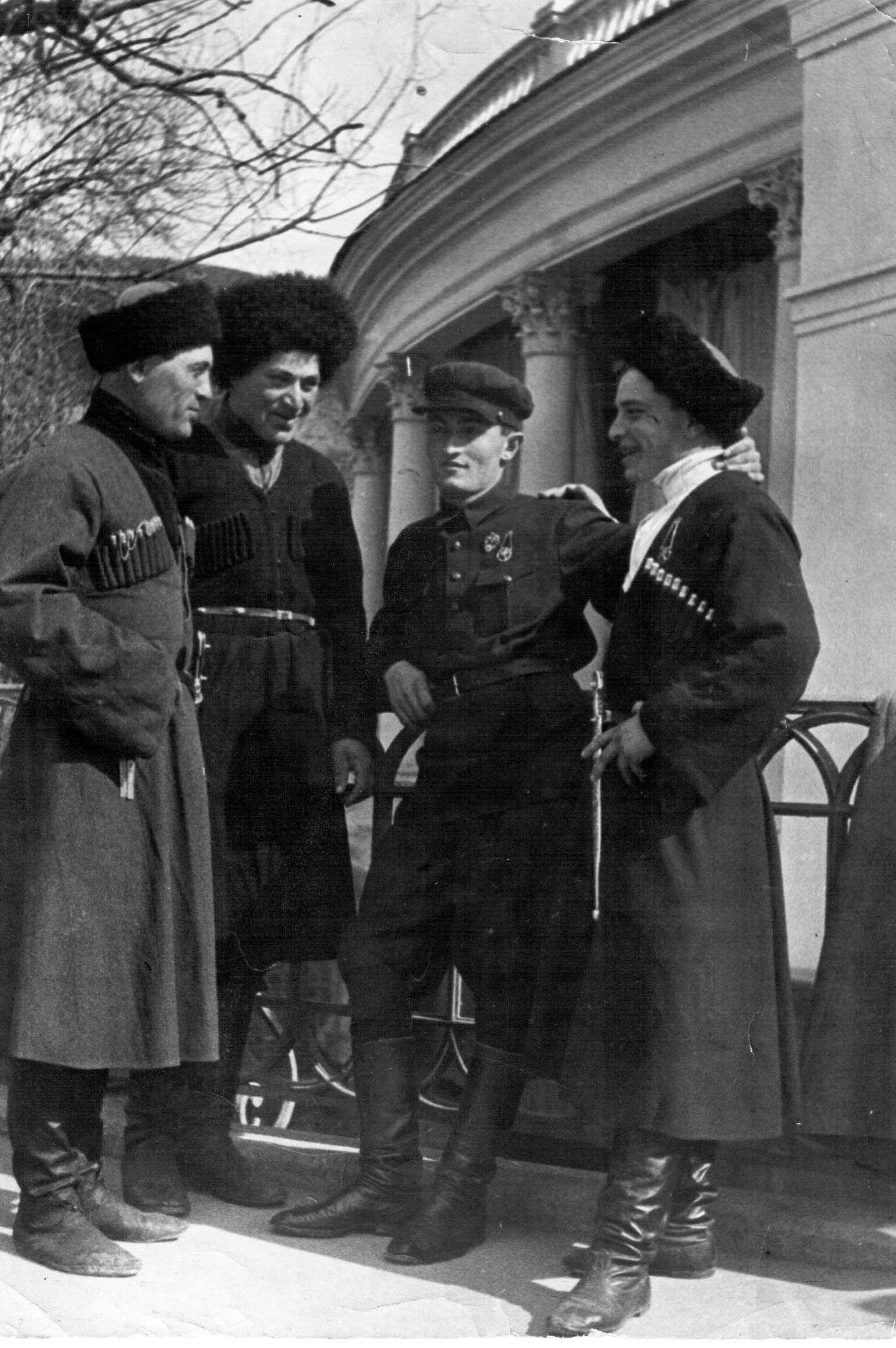
Борцы М. Эртуев, Х. Чомаев, Б. Биджиев, Т. Борлаков. Кисловодск, 1937 г.
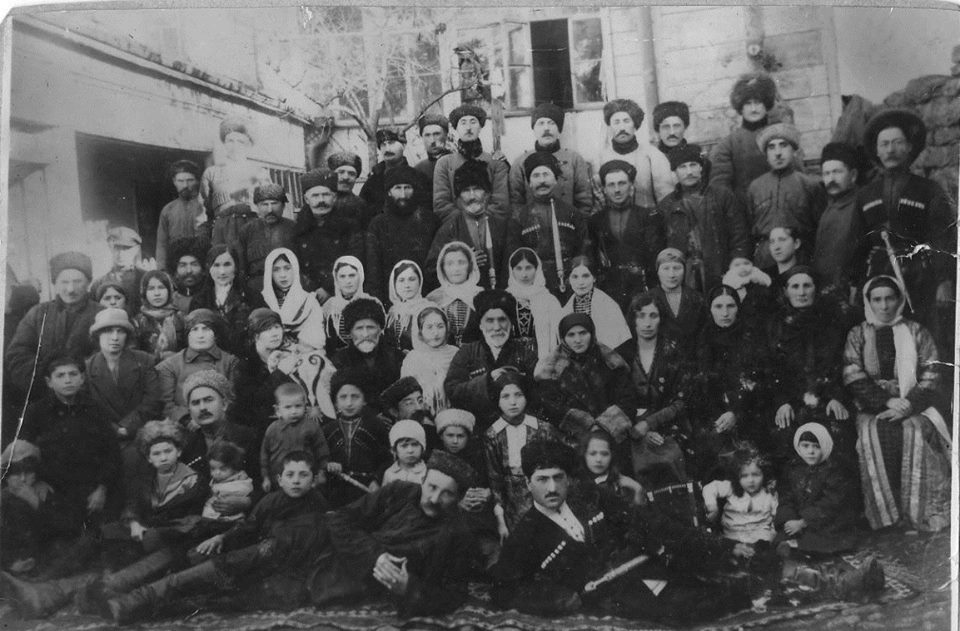
Карачаевцы на празднике в Кисловодске, 1926 г.
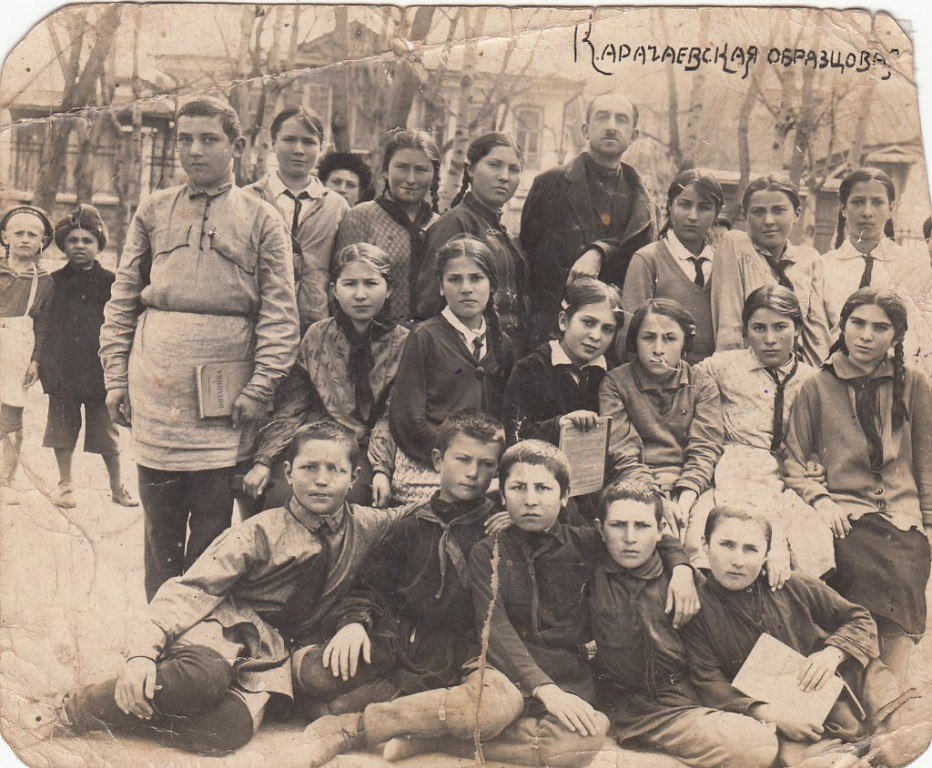
Карачаевская образцовая школа №7, 1930-е.